# Архитектура неоклассицизма XX века
Архитектура неоклассицизма — стиль, опирающийся на образцы архитектуры Древней Греции и Древнего Рима, а также на наследие Возрождения и классицизма.
В зарубежной историографии термин «неоклассицизм» применяется к классическому направлению в архитектуре и искусстве последней трети XVIII — первой трети XIX века в отличие от классицизма XVII века, а также к последующим волнам обращения к классическим идеалам. В русской традиции стили этих эпох принято называть последовательно классицизмом XVIII века и александровским классицизмом или ампиром (соответственно в России и во Франции), а термин «неоклассицизм» относится лишь к направлению в архитектуре и изобразительном искусстве конца 1900—1910-х годов, а также 1920-х и 1930—1950-х годов (англоязычный аналог — Neoclassical Revival).

## Русский неоклассицизм
Сразу после публикации статьи [«Живописный Петербург»] появились полемические отзывы. Бенуа отвечал, развивая свои положения, в следующих номерах журнала. Вскоре наметилось то, что называется «течение». С легкой руки Сергея Маковского оно получило кличку «ретроспективных мечтателей». Образ классического Петербурга стал вдохновлять архитекторов и художников, писателей, поэтов и историков; он заинтересовал иных специалистов: публицистов, издателей журналов, музейных работников; он воцарился в дискуссионных залах и в петербургских салонах. В 1911 году ретроспективисты возбудили бурную дискуссию вокруг подготовляемого Министерством внутренних дел проекта закона об охране памятников, который был задуман исключительно для построек до 1725 г. «Удивительно смелая статья „Живописный Петербург”», по словам современных историков архитектуры, вызвала „переворот в архитектурной эстетике”».
Родина русского неоклассицизма — Санкт-Петербург. Важнейшими его представителями были И. В. Жолтовский, И. А. Фомин, М. М. Перетяткович, А. Е. Белогруд, В. А. Щуко. В середине 1900-х годов, когда упадочные тенденции в эклектике проявились наиболее ярко, возник интерес к забытой архитектуре русского классицизма. Развитию и распространению неоклассицизма способствовали журналы «Мир искусства» и «Столица и усадьба». Второй этап развития стиля начался в 1910-е годы и характеризовался более глубоким изучением архитектурного наследия, чему способствовали научные исследования, публиковавшиеся в журналах «Старые годы» и «Апполон», а также монументальный труд «История искусств» И. Э. Грабаря. Неоклассики мечтали воссоздать в городах регулярные ансамбли эпохи Александра I и Николая I, в противовес разнородной застройке модерна и выступали ярыми противниками кирпичного стиля.
Обращение к классицизму возродило желание создавать городские ансамбли, традиции, которая была неосуществима в условиях застройки капиталистических городов. Тем не менее, существовали проекты перестройки Петербурга, например, проект преобразования части Петербурга и прокладки новых магистралей, разработанный в 1910 году архитекторами Л. Н. Бенуа, М. М. Перетятковичем и путейским инженером Ф. Е. Енакиевым. В 1912 году архитектор И. А. Фомин представил проект создания архитектурного ансамбля «Новый Петербург», на не застроенном тогда острове Голодай, но выстроить удалось лишь одно здание. Проекты так и остались на бумаге.
Архитекторы-неоклассицисты, помимо глубокого изучения русского классицизма, специально изучали в натуре античные памятники и методы их преломления в творчестве архитекторов эпохи итальянского Возрождения, в частности зодчего Андреа Палладио, теоретический трактат которого «Четыре книги об архитектуре», сыграл важнейшую роль в становлении классицизма в России в XVIII веке, породив новое стилистическое направление — палладианство. Работы Палладио вновь привлекли внимание неоклассицистов. В некоторых произведениях Жолтовского, Щуко, Фомина, Белогруда прослеживалась палладианская интерпретация античной архитектуры. Характерными примерами нового палладианства стали доходные дома 1910-х годов.
В 1909—1910 годах по проекту И. В. Жолтовского был выстроен особняк Тарасова в Москве, с большой точностью воспроизводивший фасады палаццо Тьене в Виченца. Под безусловным влиянием наследия Палладио архитектор Дмитрий Марков проектировал доходный Дом Московского архитектурного общества. Белогруд и Щуко в Санкт-Петербурге иногда использовали для оформления большой палладианский ордер, гипертрофируя его до размеров многоэтажного здания. Характерный пример — фасад доходного дома на Большом проспекте по проекту А. Е. Белогрудова (1910-е годы). К лучшим образцам доходного дома с палладианской трактовкой фасада относили дом Маркова на Каменноостровском проспекте архитектора В. А. Щуко. К другим ярким примерам палладианства 1910-х годов относили: торговый дом Ф. Л. Мертенса (1911—1912, арх. М. С. Лялевич), здание Русского торгово-промышленного банка и дом Вавельберга (арх. М. М. Перетяткович), доходный дом на площади Льва Толстого (1913—1917, арх. А. Е. Белогруд).
В 1910-х годах новое строительство велось в основном в столице. В Москве и других городах сооружалось немного зданий. К ярким представителям московского неоклассицизма относят: дом Щербатова (1911—1913, арх. А. И. Таманян), Киевский вокзал (1914—1917, арх. И. И. Рерберг), здание Музея изящных искусств (1898—1912, арх. Р. И. Клейн). В провинции наиболее значительными примерами неоклассицизма в застройке стали: театр имени Ф. Г. Волкова в Ярославле (1911—1913, арх. Н. А. Спирин), Педагогический музей в Киеве (1911—1913, арх. П. Ф. Алёшин).

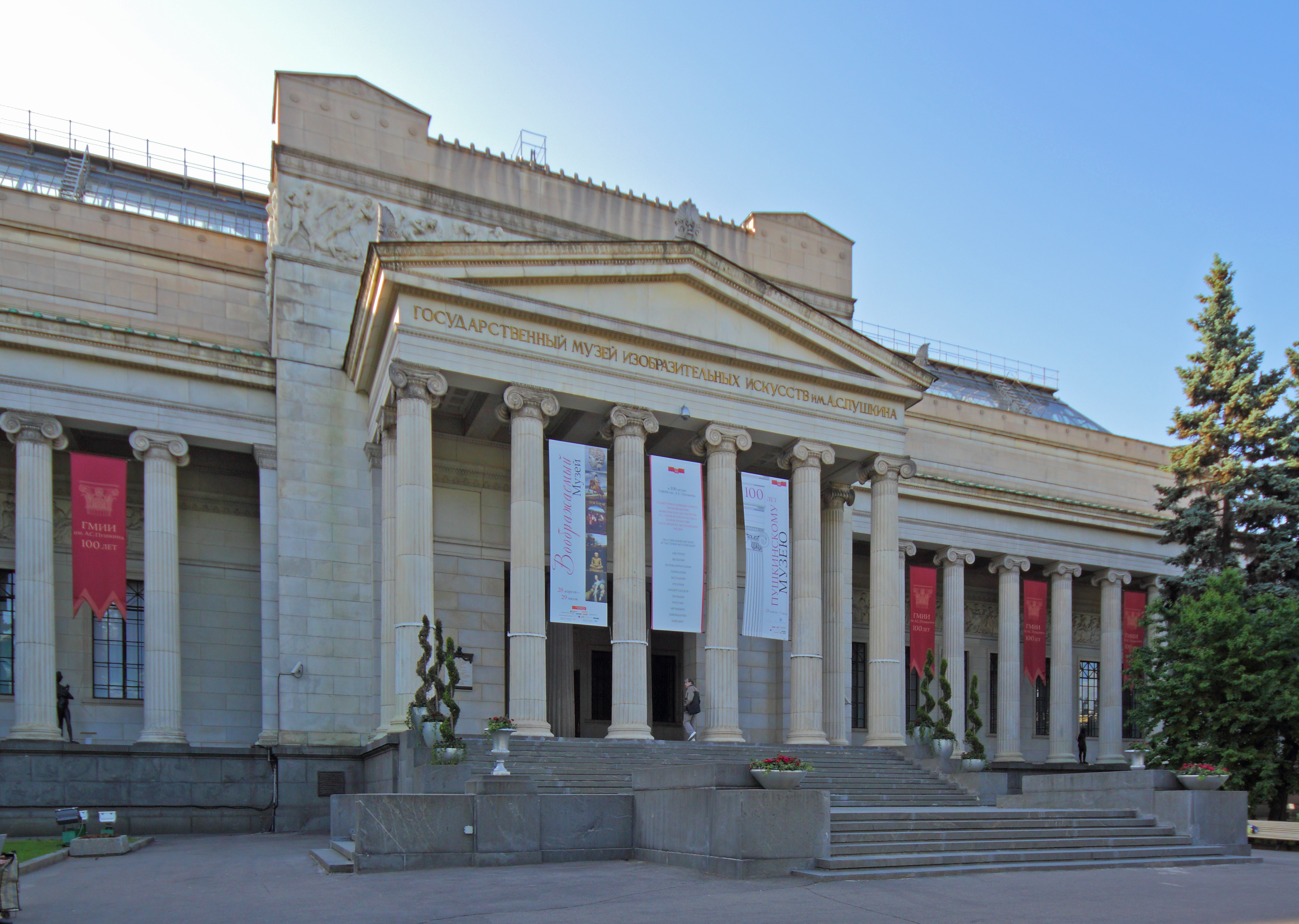
Главное здание Пушкинского музея (1898—1912)
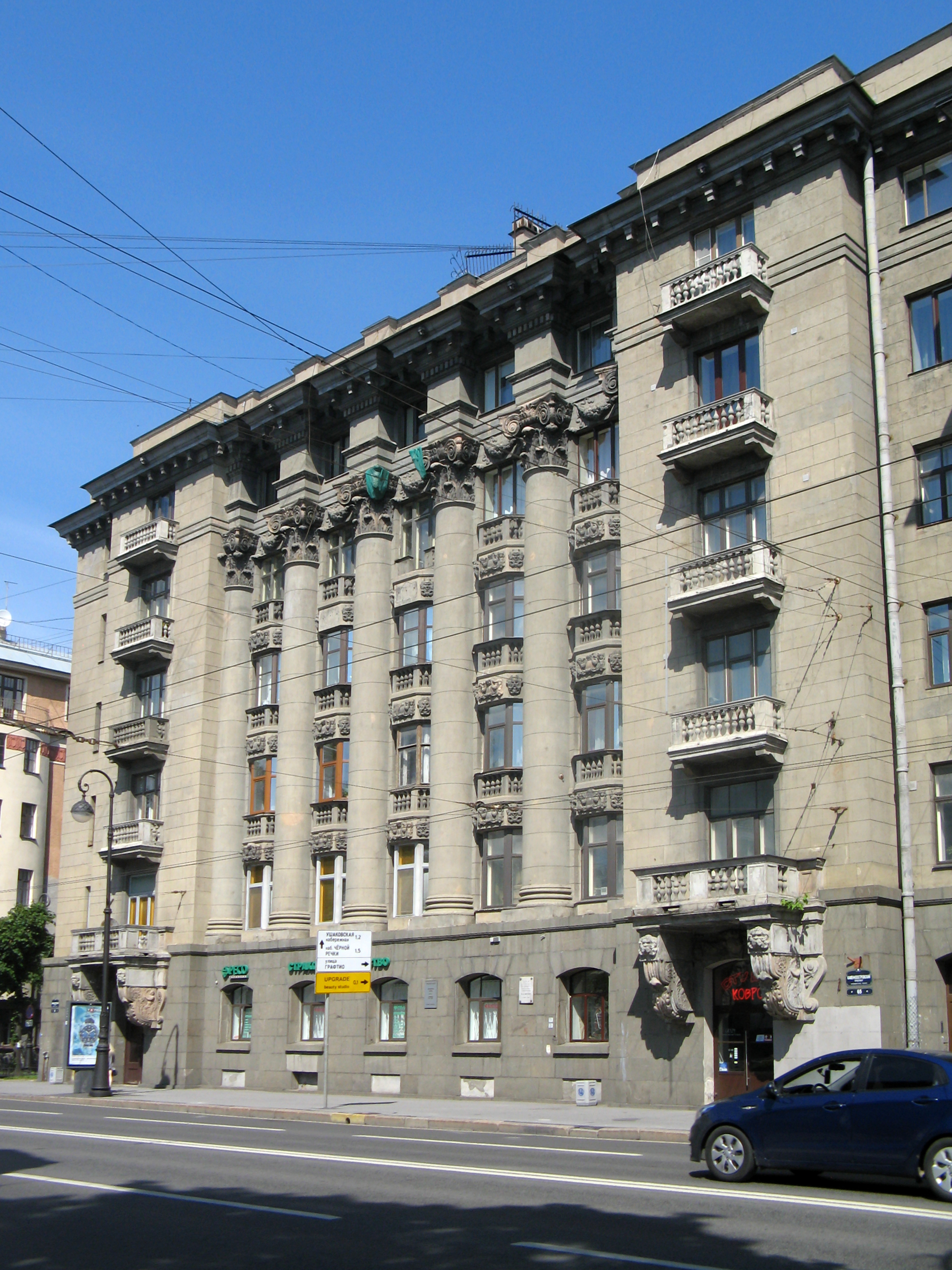
Доходный дом Маркова на Каменноостровском проспекте, 65 (1909—1911)
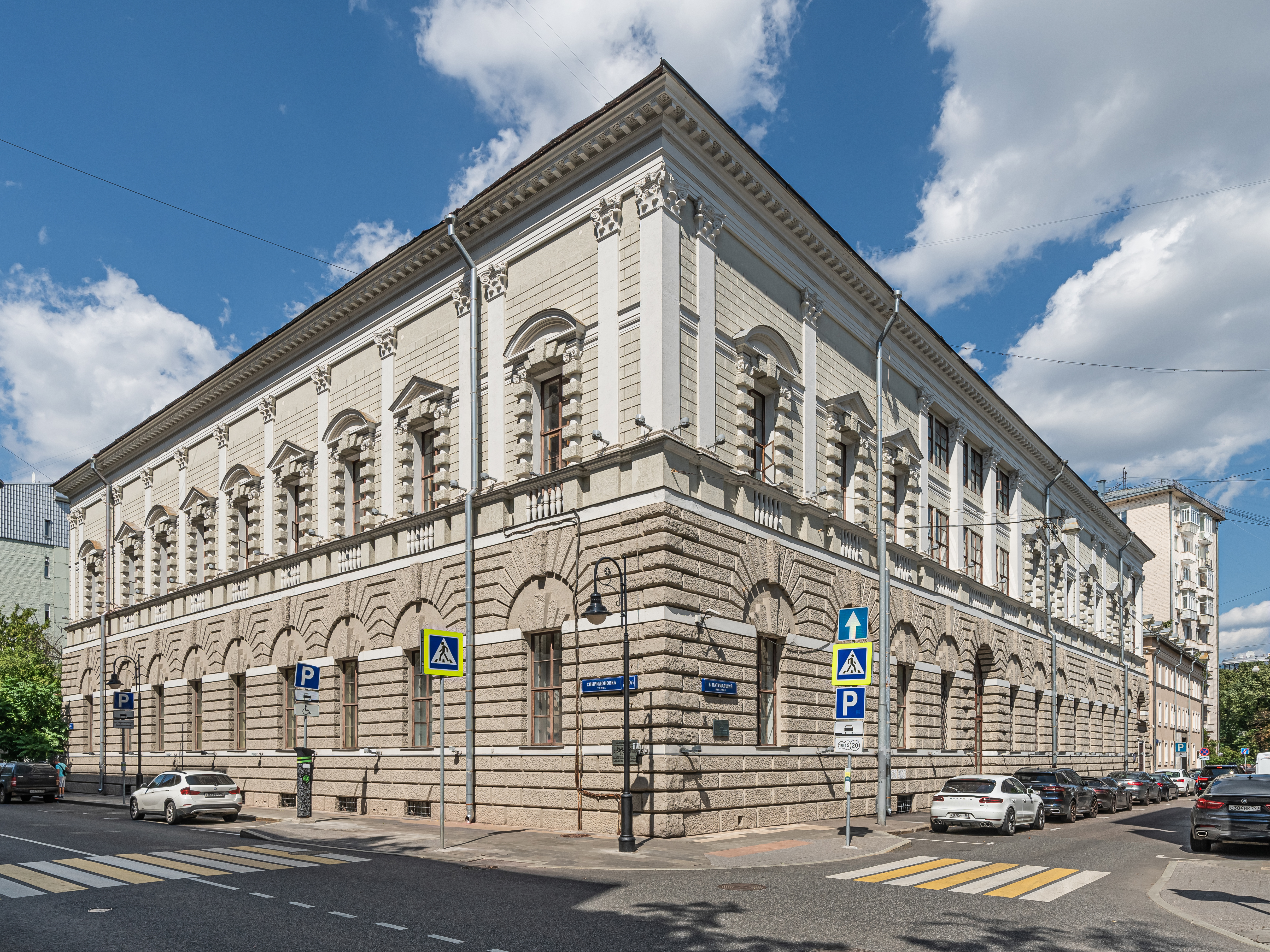
Дом Тарасова (1909—1912)
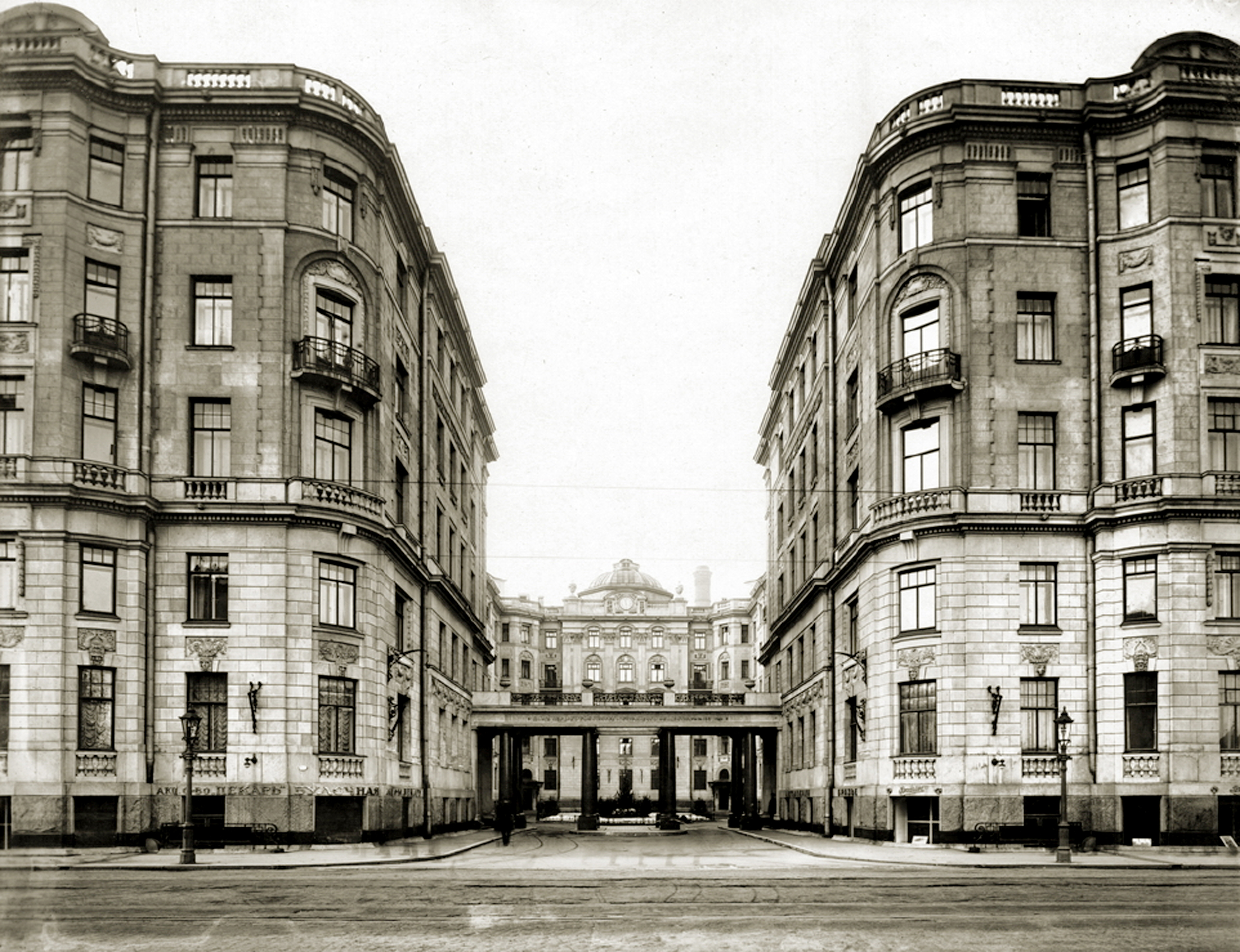
Дом Бенуа (1911—1912)
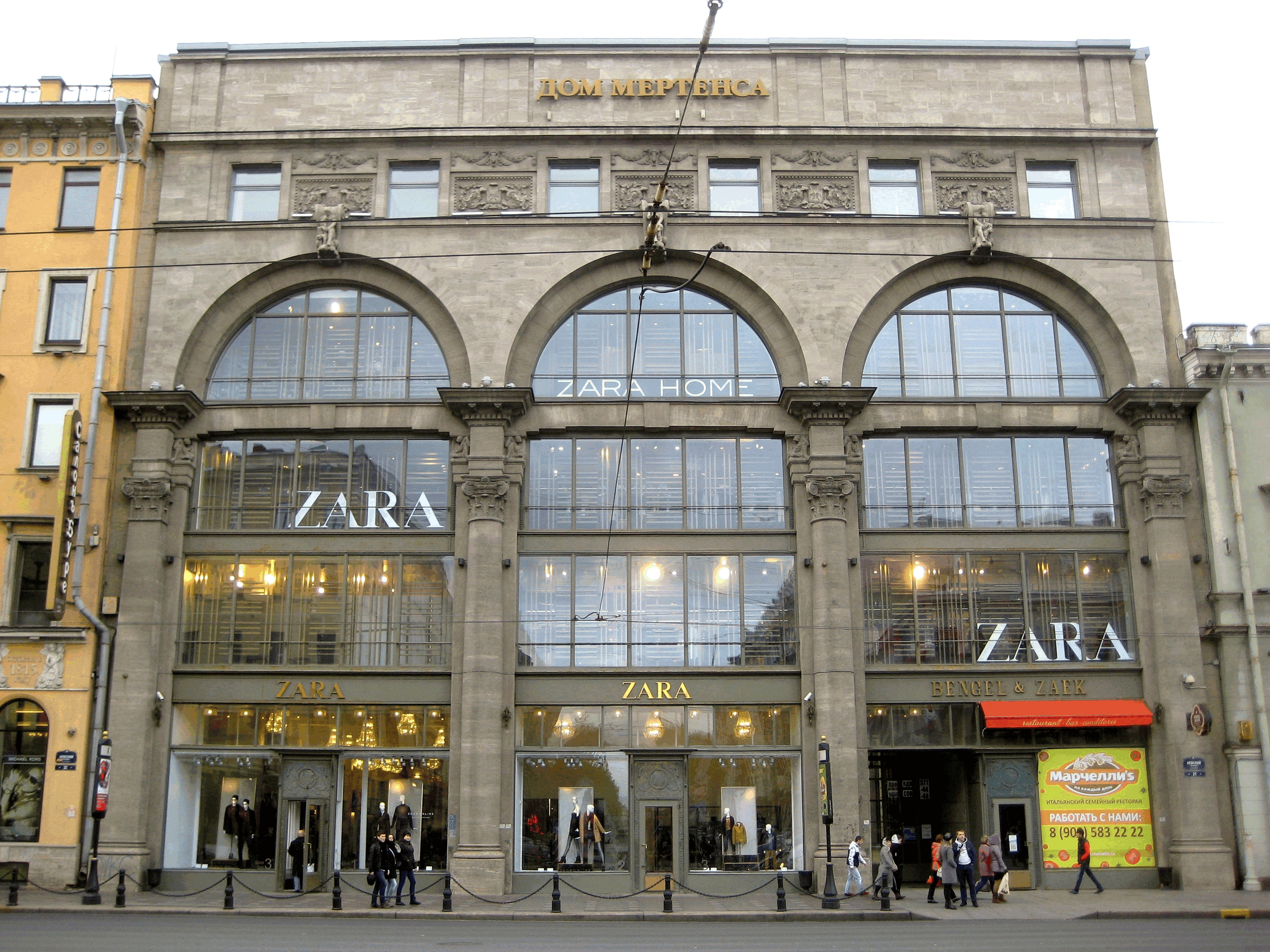
Дом Мертенса (1911—1912)
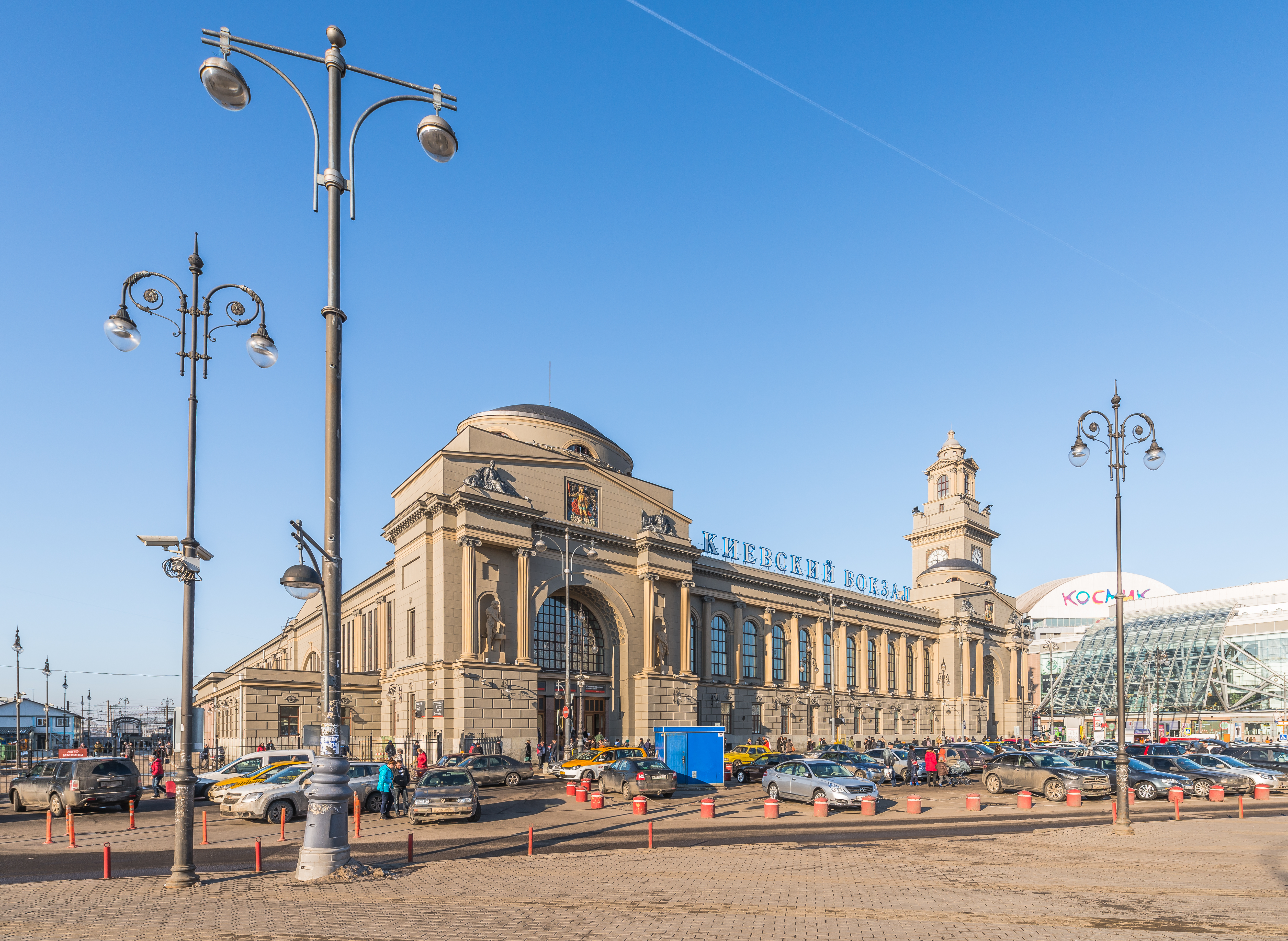
Киевский вокзал (1914—1918)
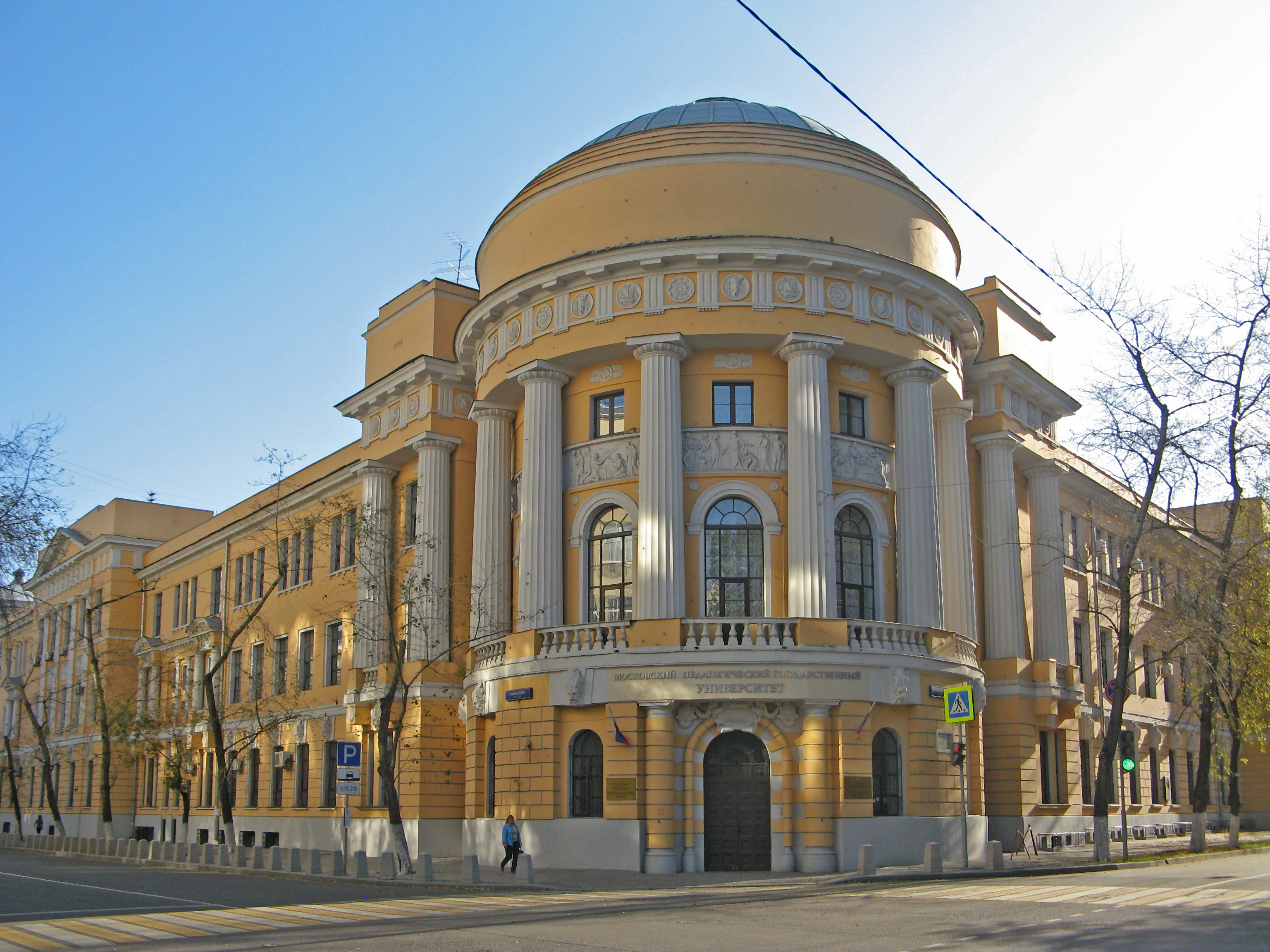
Главный корпус МПГУ (1907—1912)

## Модернизированная неоклассика

### Упрощённый классицизм
Упрощённый классицизм — архитектурный стиль, получивший распространение в межвоенный период, между Первой и Второй мировыми войнами. Чаще всего он использовался при строительстве государственных учреждений. Основные отличительные черты этого стиля — сочетание модернизма с архитектурными приёмами прошлого и использование массивных (полу)колонн в оформлении фасадов. Обращение к классическим традициям проявляется в структуре и пропорциях зданий, однако фасады нередко полностью или частично лишены традиционного декора. Например, классические ордера заменяются обломами. В США здания упрощённого классицизма могли совмещать с ар-деко, в СССР — со сталинским ампиром или конструктивизмом.

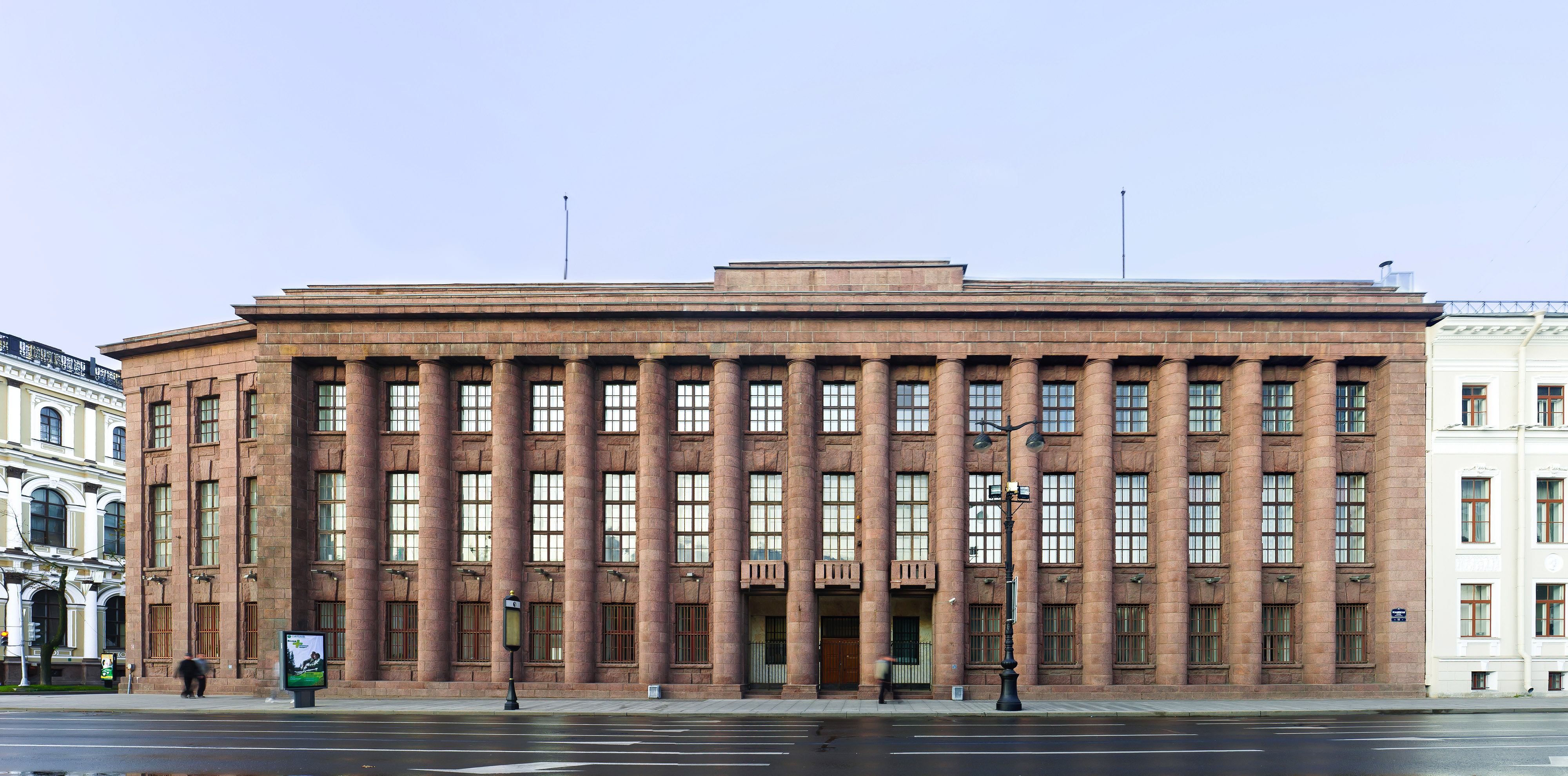
Здание Германского посольства в Санкт-Петербурге (1911—1913)
Федеральное здание имени Уильяма Р. Коттера[англ.] (1931)
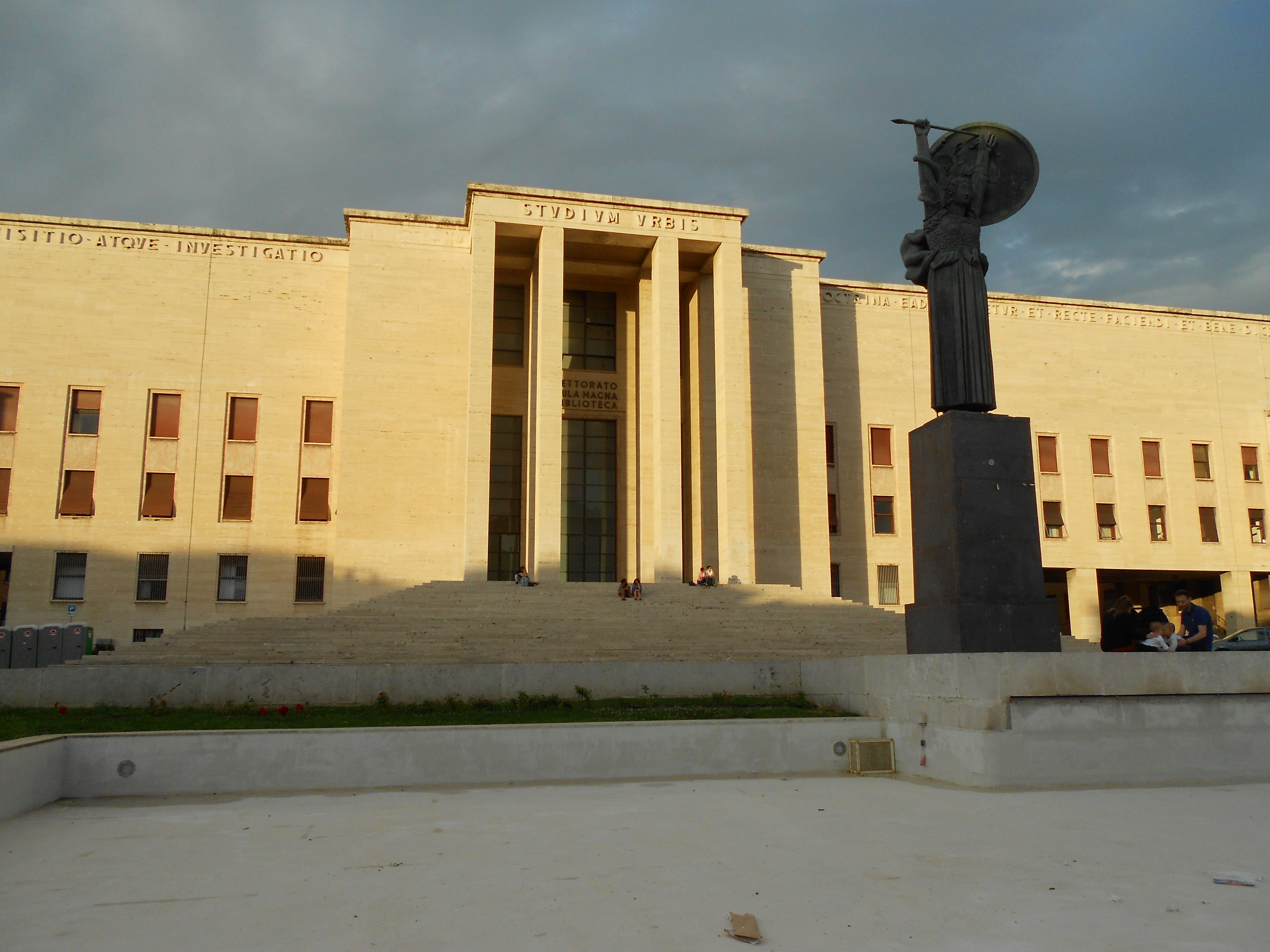
Новый кампус университета Сапиенца (1935)
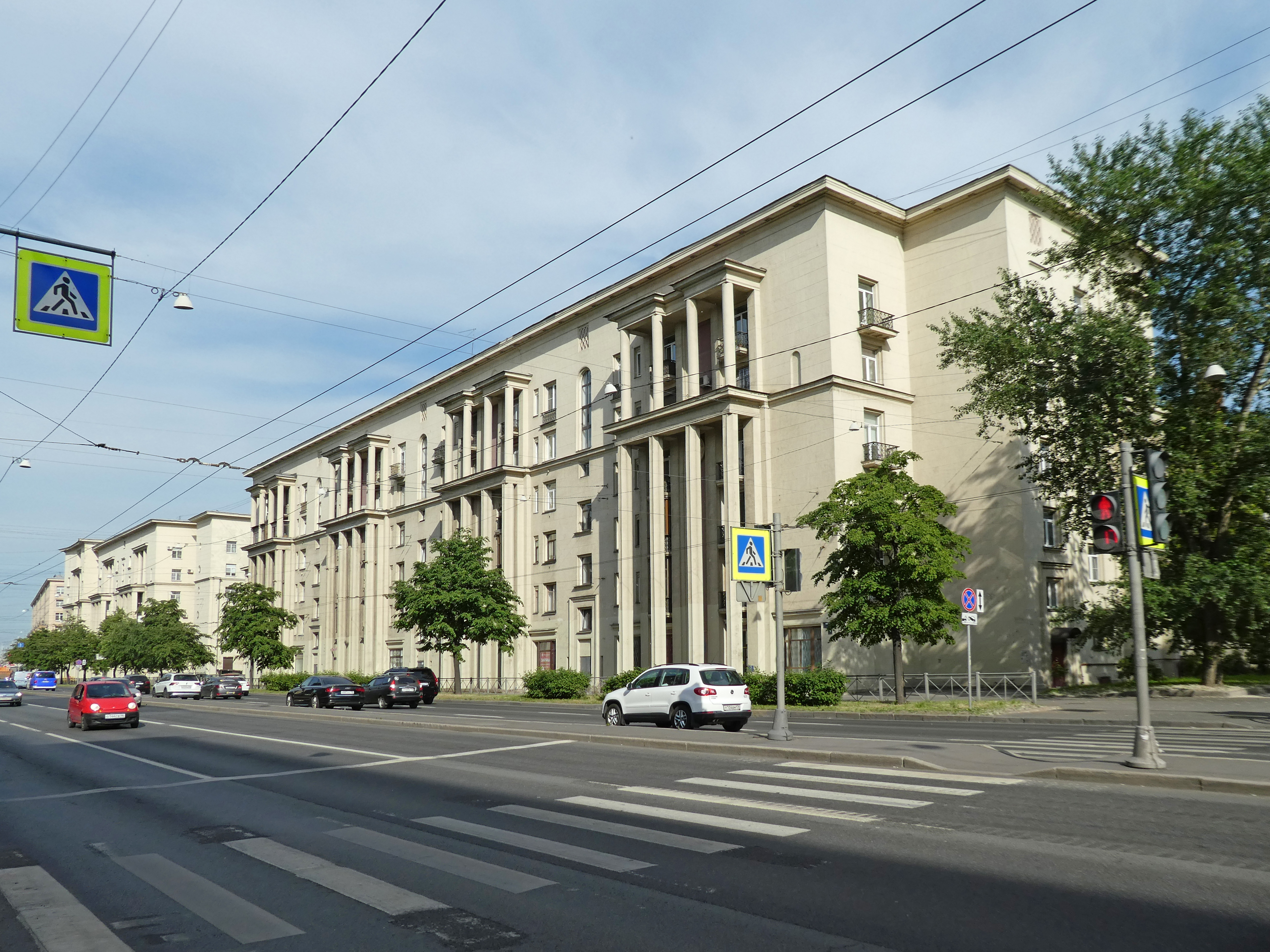
Жилой комплекс на Ивановской улице Санкт-Петербурга (1937)
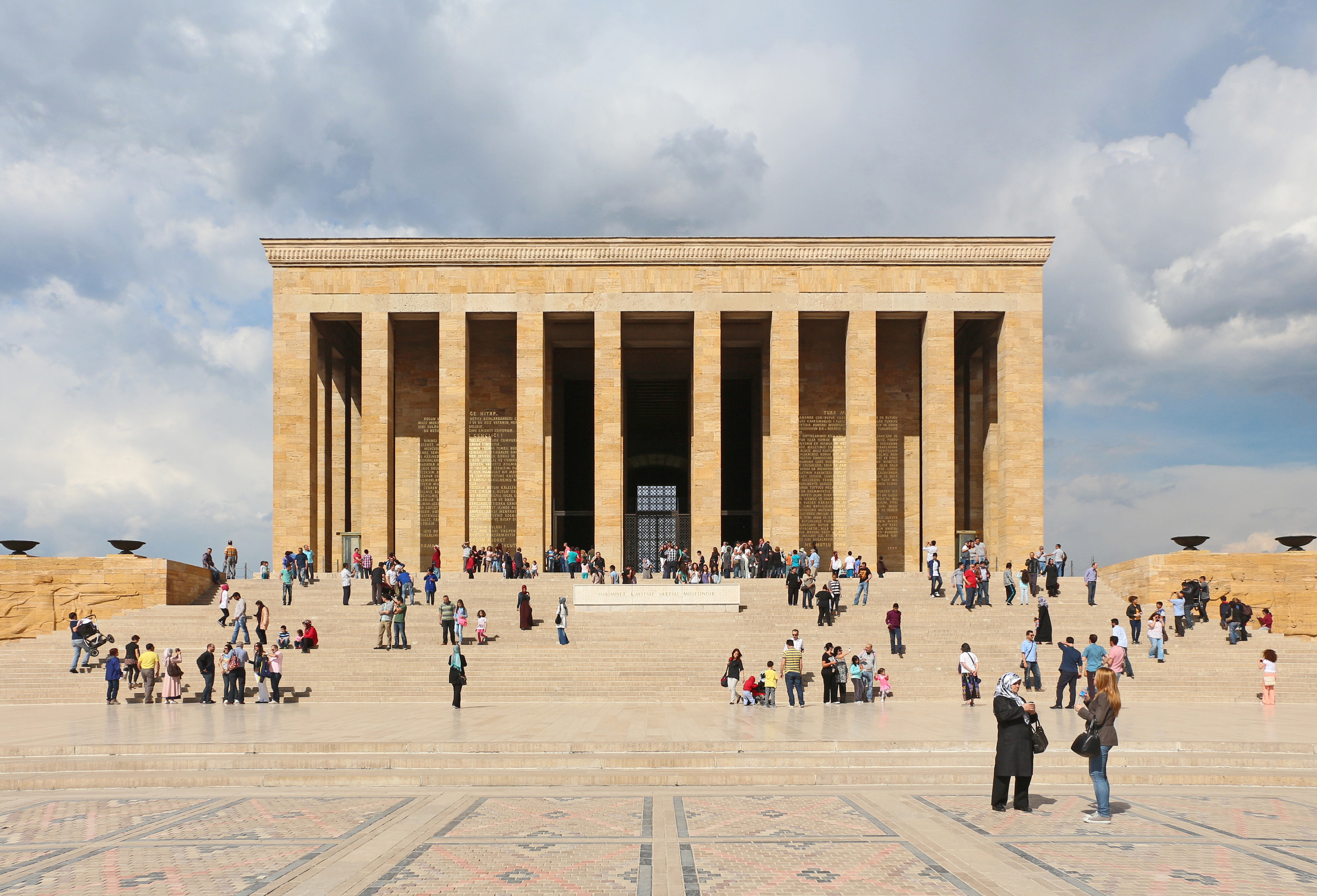
Аныткабир в Анкаре (1953)

### Североевропейский неоклассицизм
Североевропейский неоклассицизм — стиль архитектуры, который существовал короткое время в Дании, Швеции, Норвегии и Финляндии в период 1910—1930 гг. Направление стало интерлюдией между национальным романтическим стилем и расширявшимся модернизмом. Североевропейский неоклассицизм можно охарактеризовать как синтез местных народных скандинавских мотивов и общеевропейского неоклассицизма. В то же время стиль имел влияние современного ему модернизма, в плане массовости и дешевизны строительства, вызванного ростом благосостояния и урбанизацией североевропейских стран. Он обеспечил более плавный переход к последующему модернизму, благодаря чему в северных странах не произошло резкого разрыва с предыдущим историческим опытом. Хотя нордический неоклассицизм в целом окончил развитие к 1930 году, некоторые здания продолжали строиться, вроде Морского музея в Стокгольме.

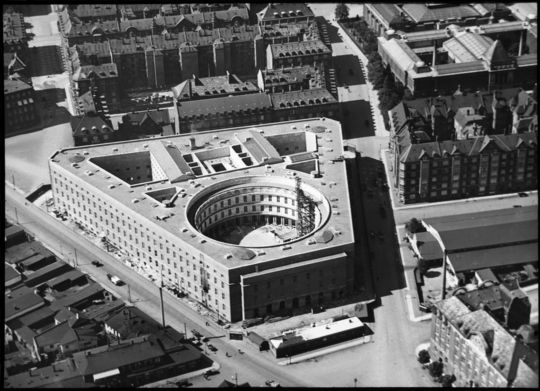
Главное управление полиции в Копенгагене (1918—1924)
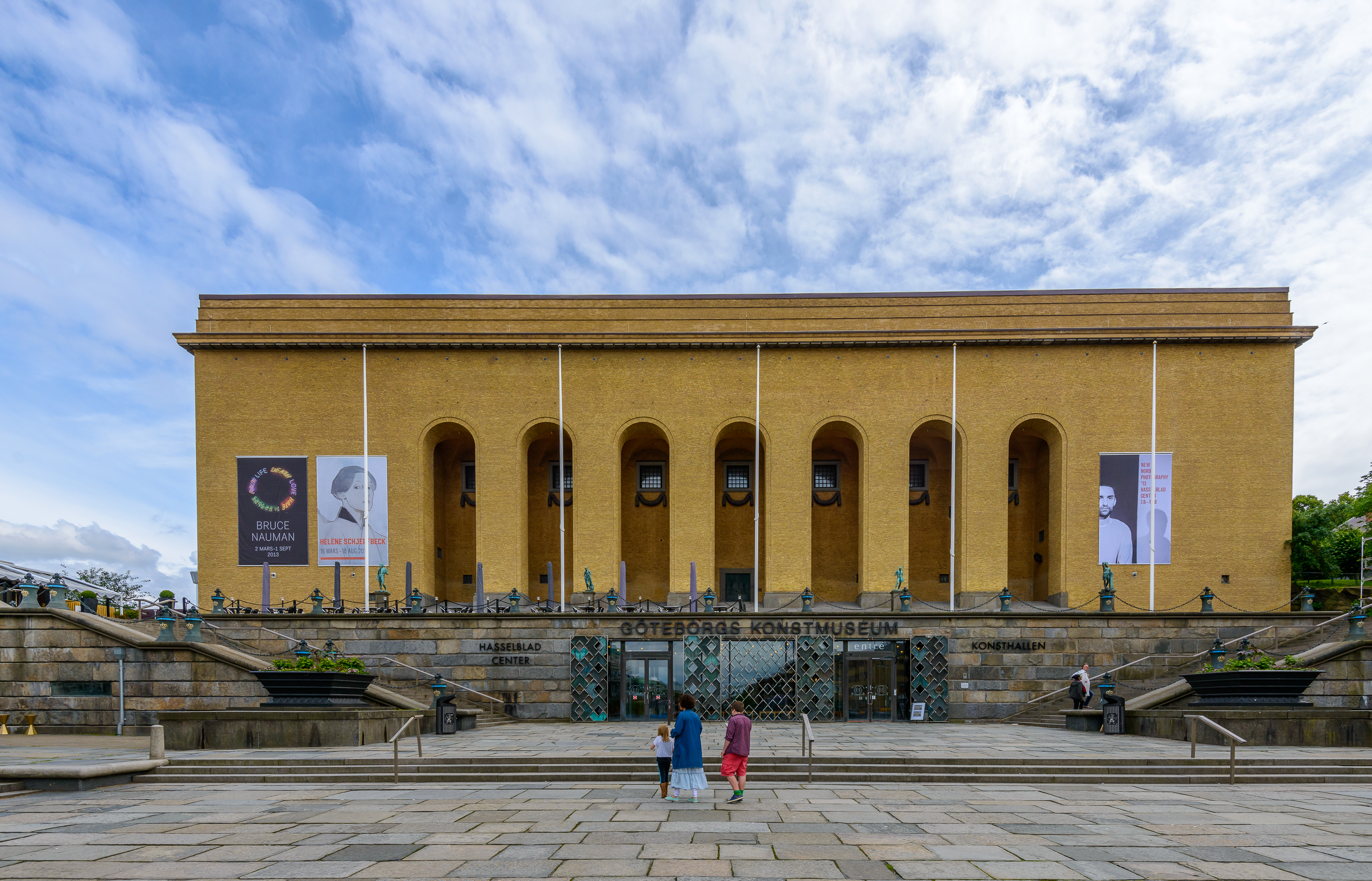
Гётеборгский художественный музей (1921—1923)
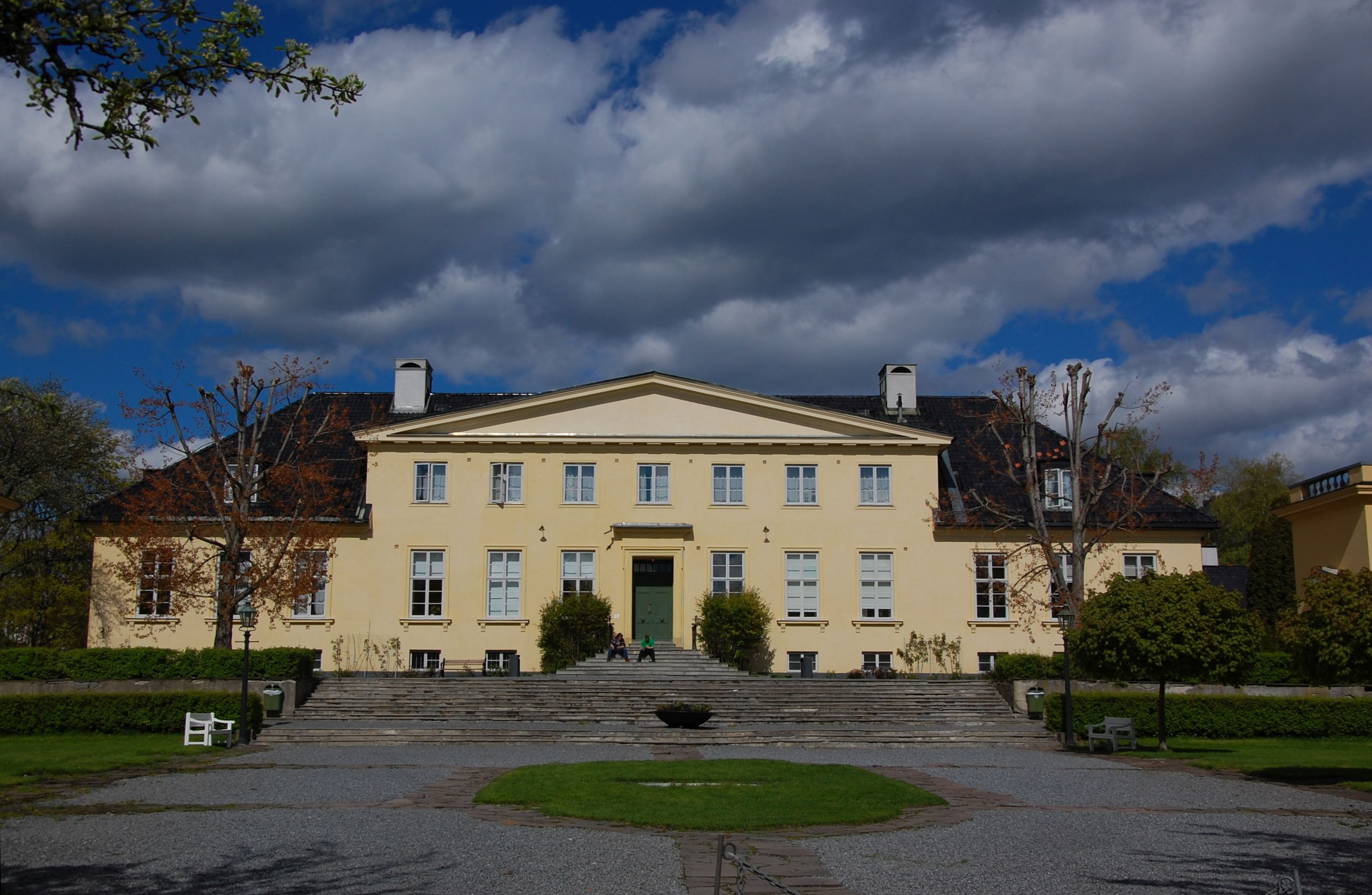
Дом студентов в Осло (1923—1925)
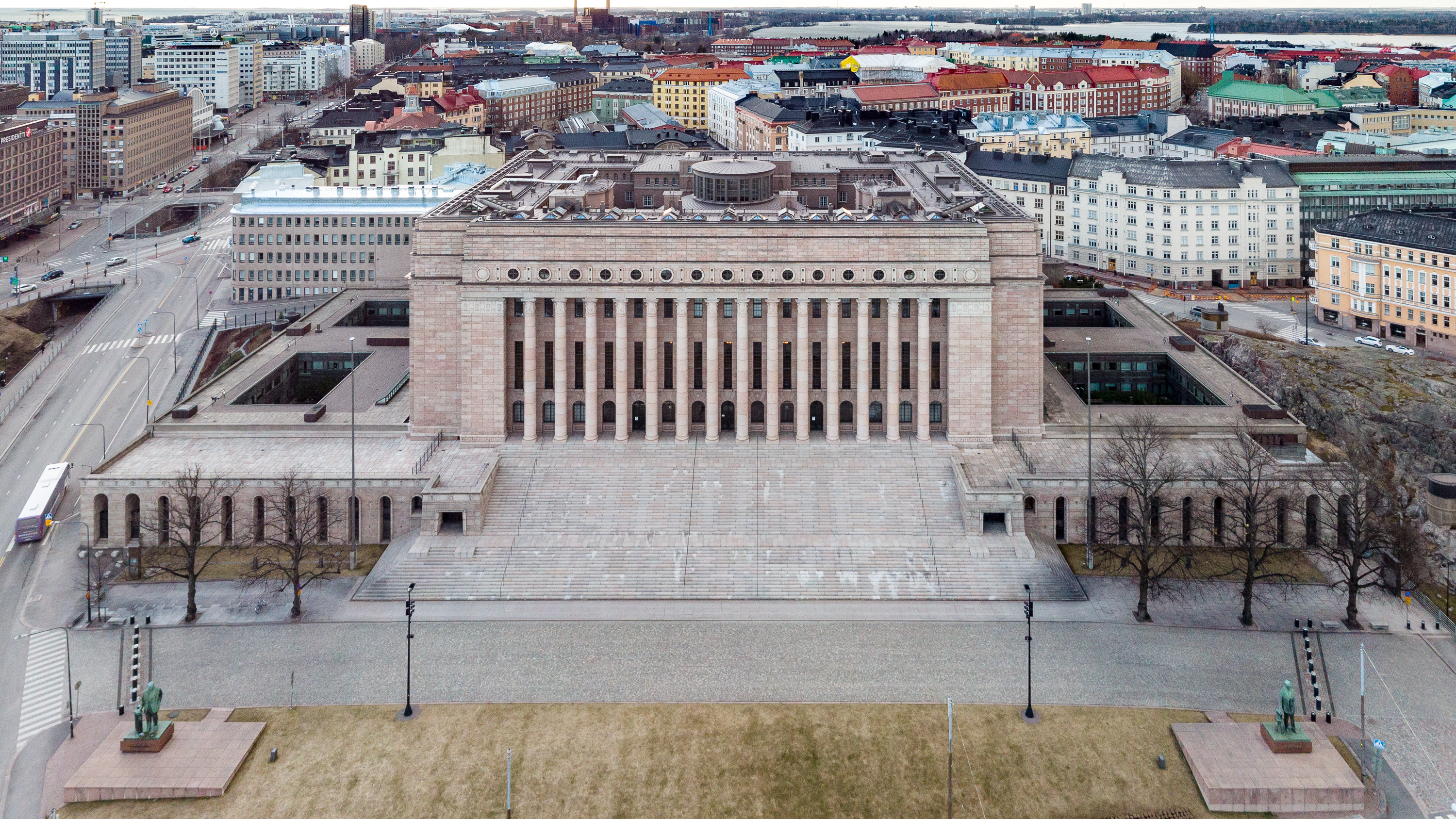
Здание парламента (Хельсинки) (1926—1931)
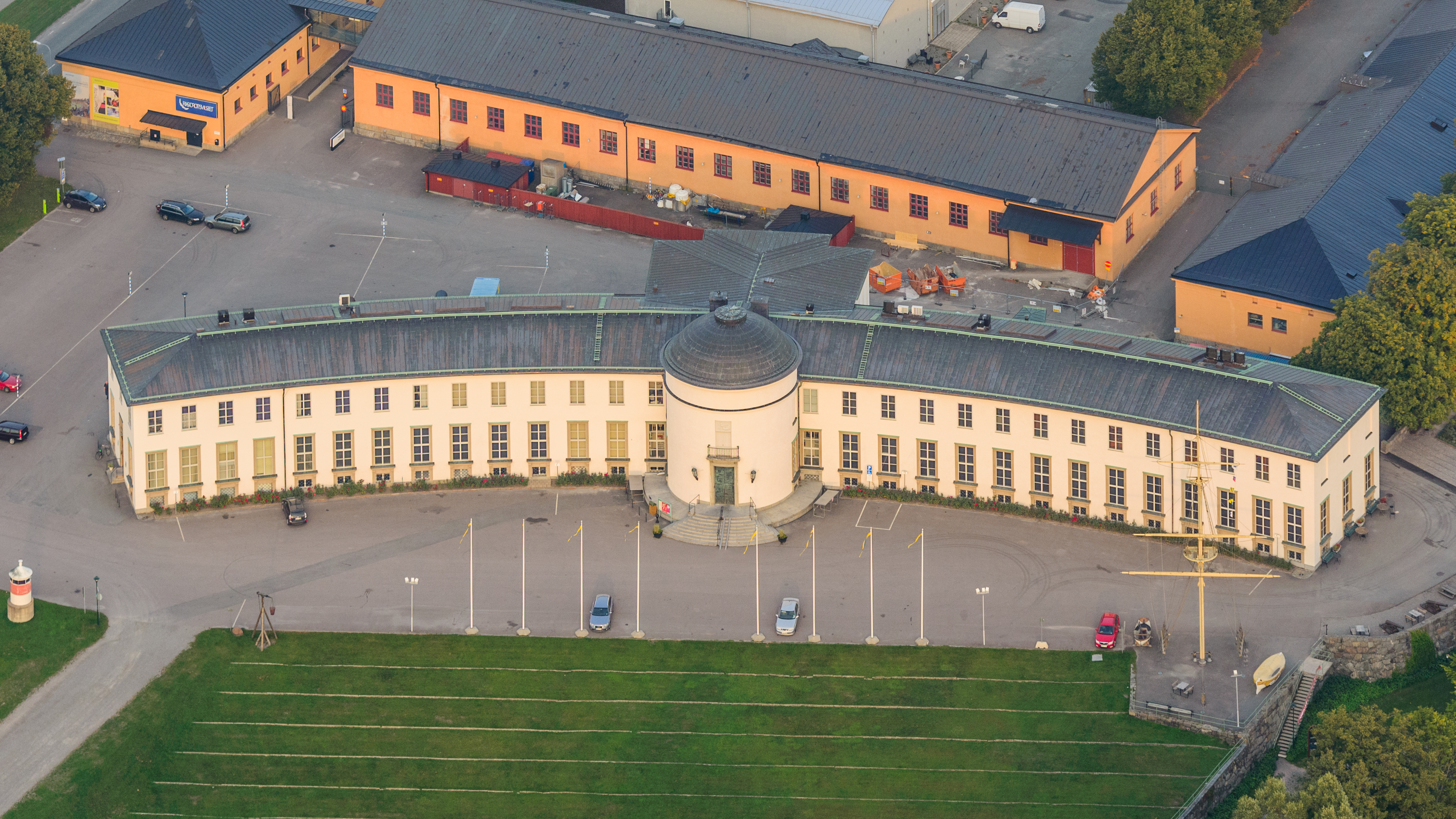
Стокгольмский морской музей (1933—1936)

### Советский неоклассицизм
Ряд российских архитекторов-неоклассиков, продолжавших творческую деятельность после революции (И. В. Жолтовский, И. А. Фомин, В. А. Щуко, А. В. Щусев и др.), стали основоположниками советского неоклассицизма, занимавшего благодаря характерной ансамблевости и целостности образа центральную роль в сталинской архитектуре («советском монументальном историзме»). Одним из самых первых зданий в стиле неоклассицизма стал дом на Моховой, построенный по проекту И. В. Жолтовского и восходящий к стилю Палладио. Неоклассицизм стал определяющим стилем в планировке и застройке восстанавливаемых в послевоенное время городов, однако после выхода инициированного Н. С. Хрущёвым Постановления ЦК КПСС и СМ СССР от 4 ноября 1955 года «Об устранении излишеств в проектировании и строительстве» неоклассицизм был практически запрещён как развивающийся стиль.

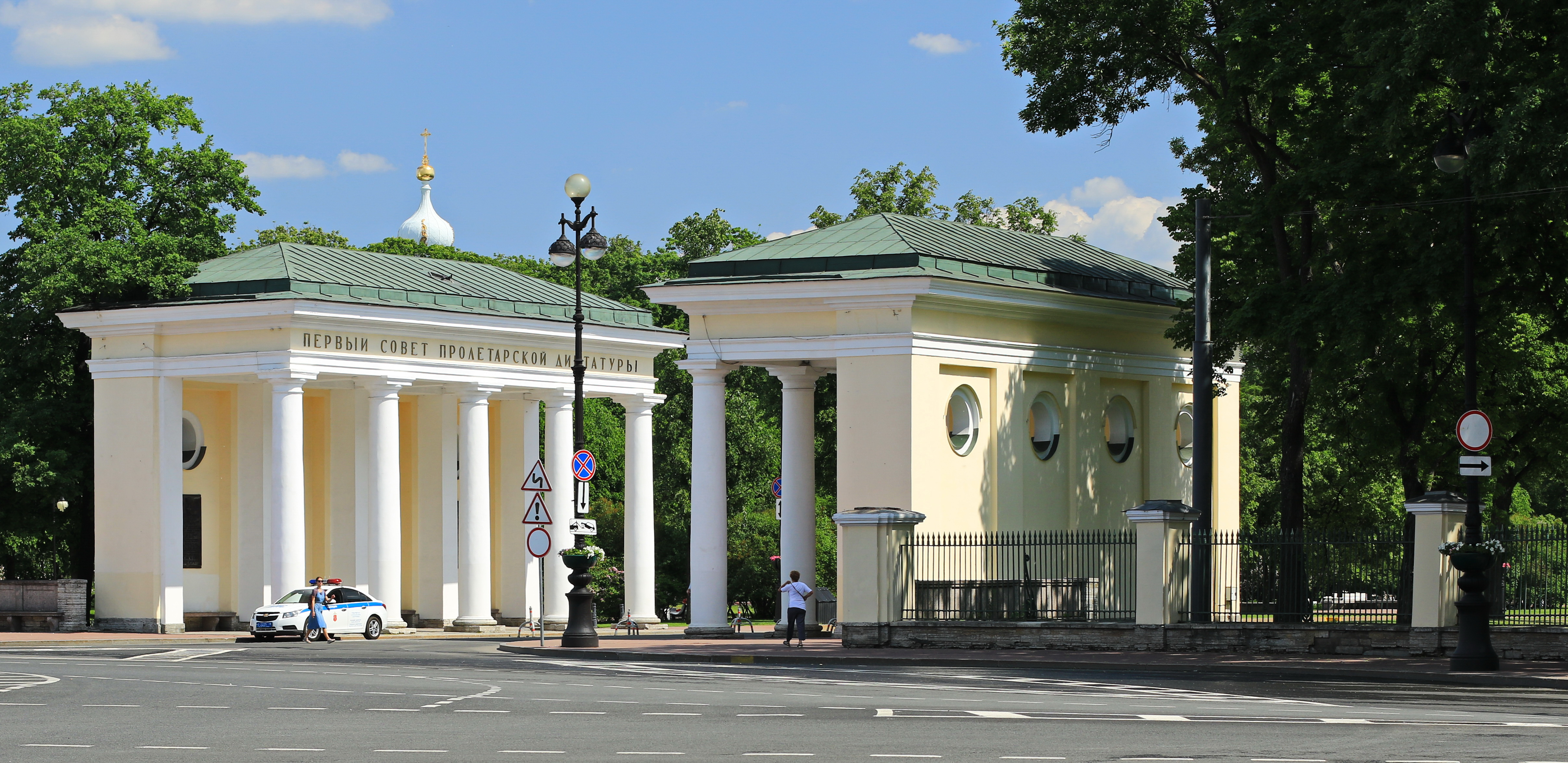
Пропилеи Смольного (1923—1924)
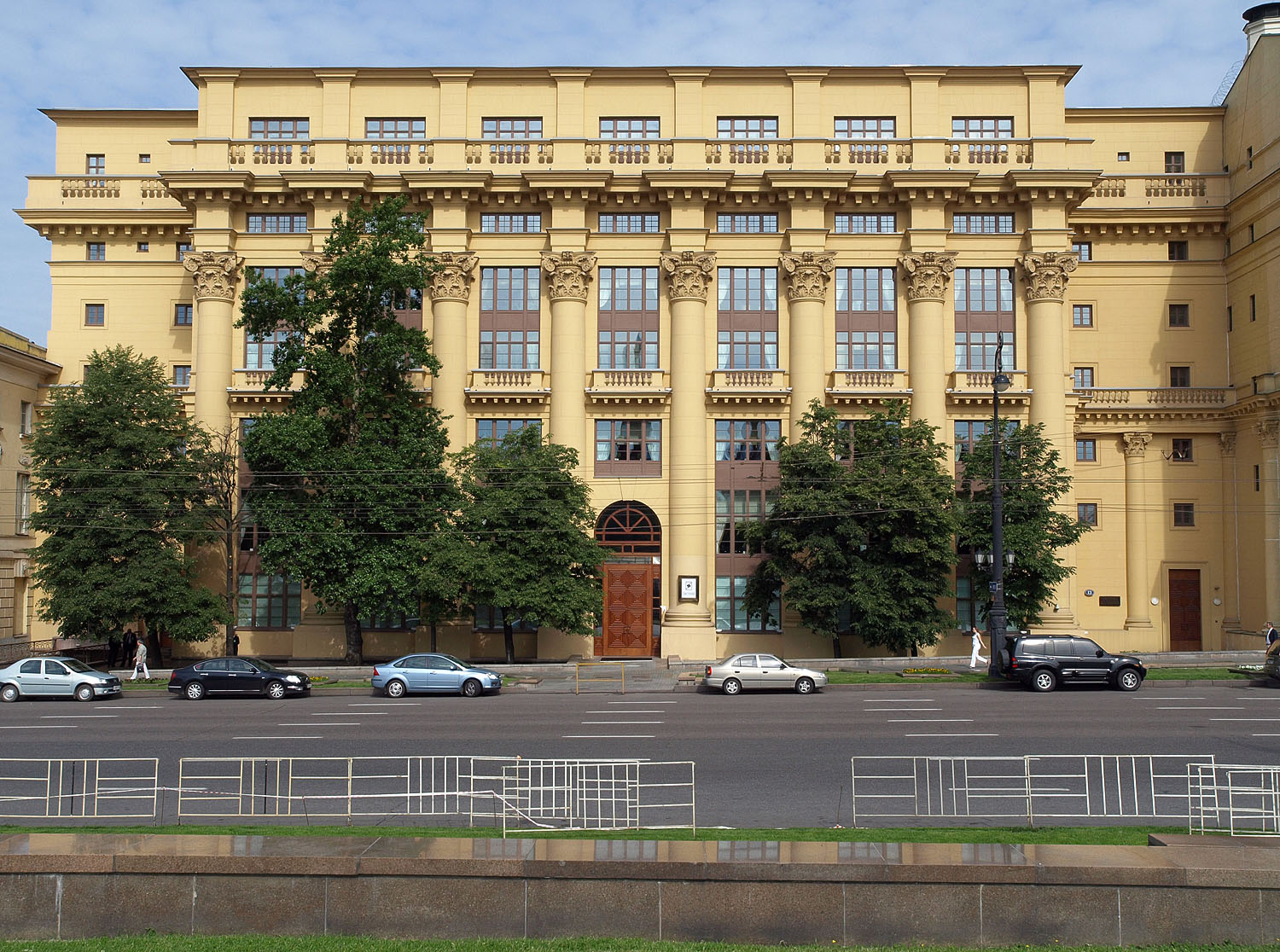
Дом на Моховой (1932—1934)
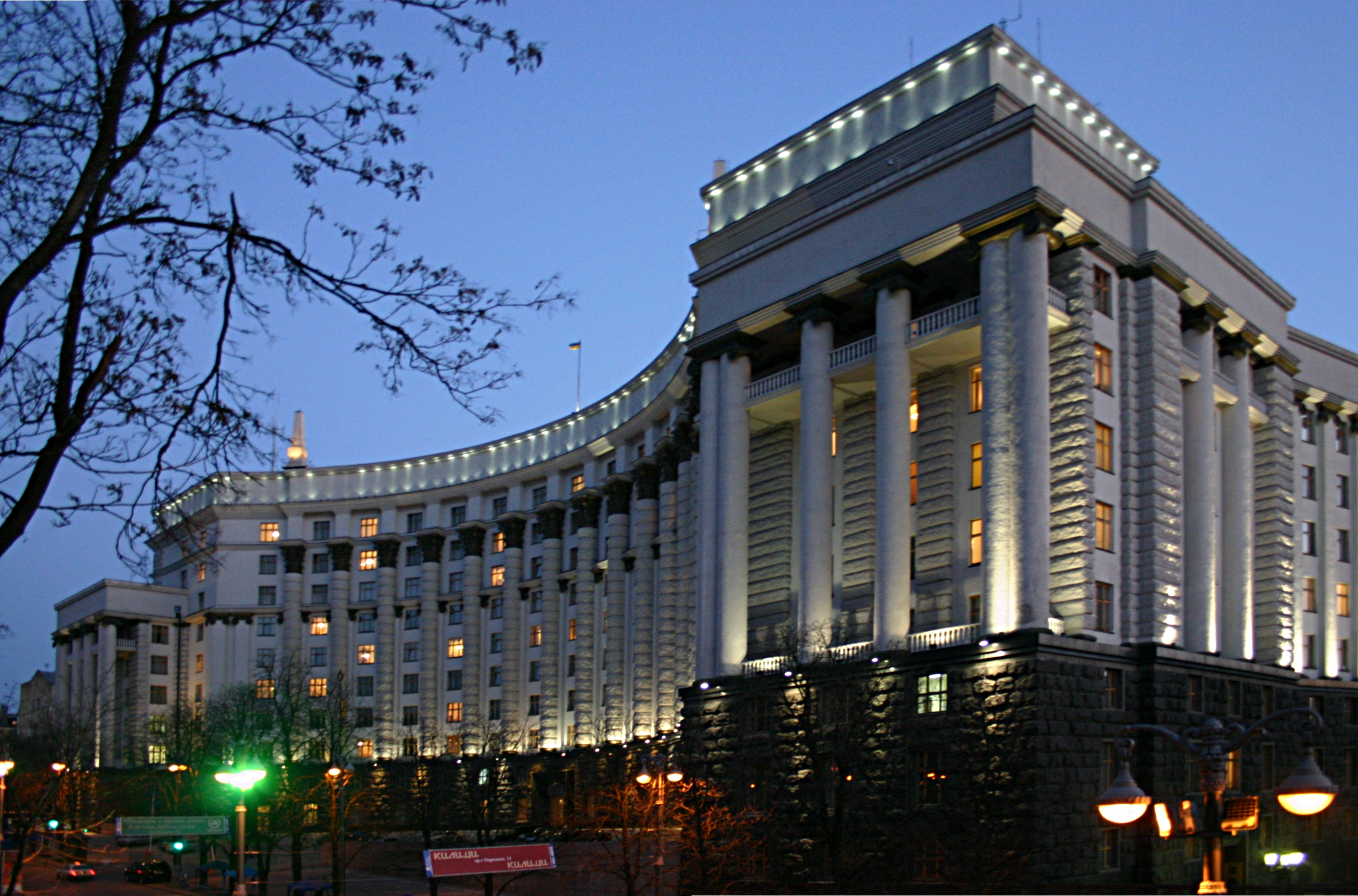
Здание Правительства Украины (1936—1938)
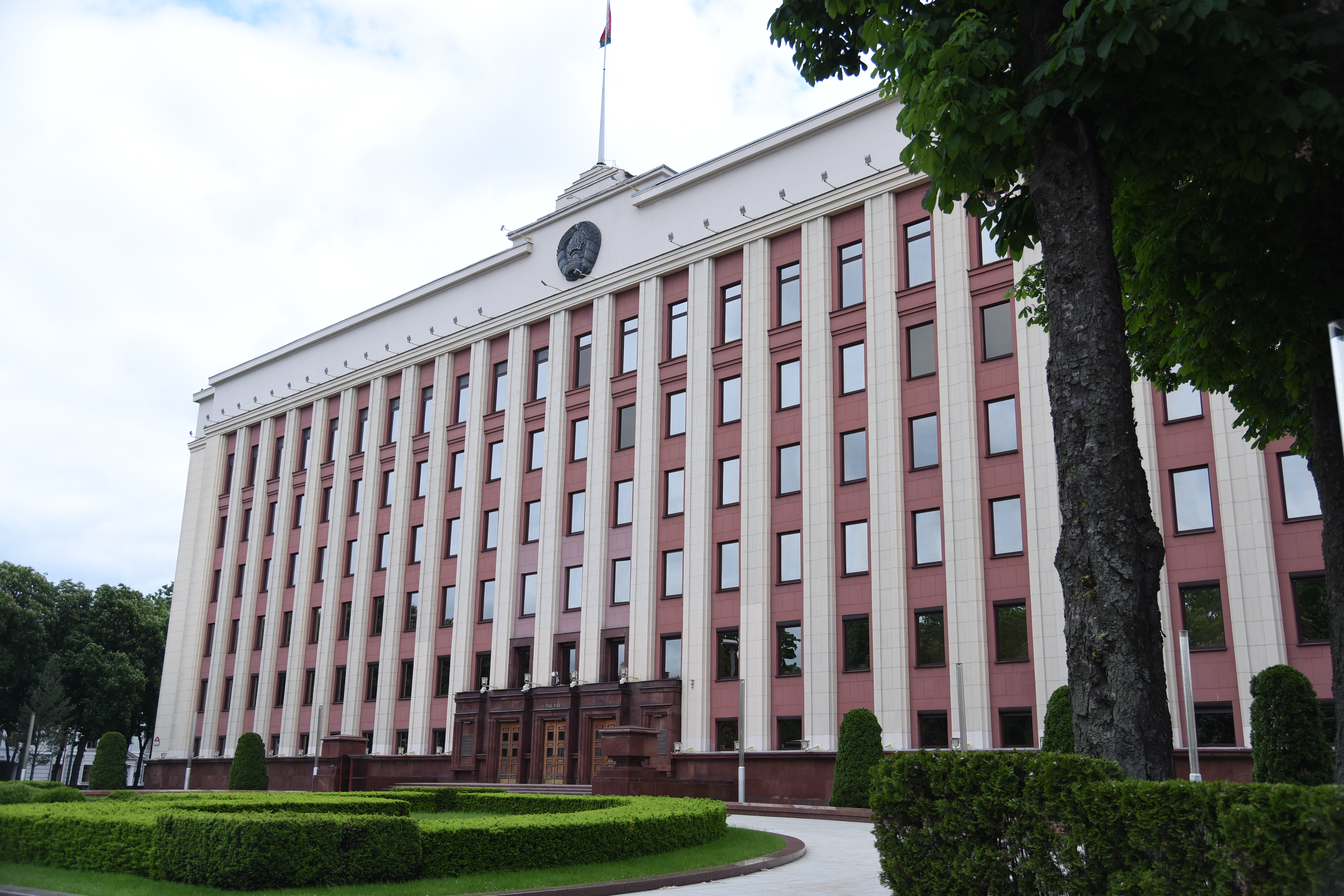
Резиденция президента Республики Беларусь (1939—1947)

## Современное состояние

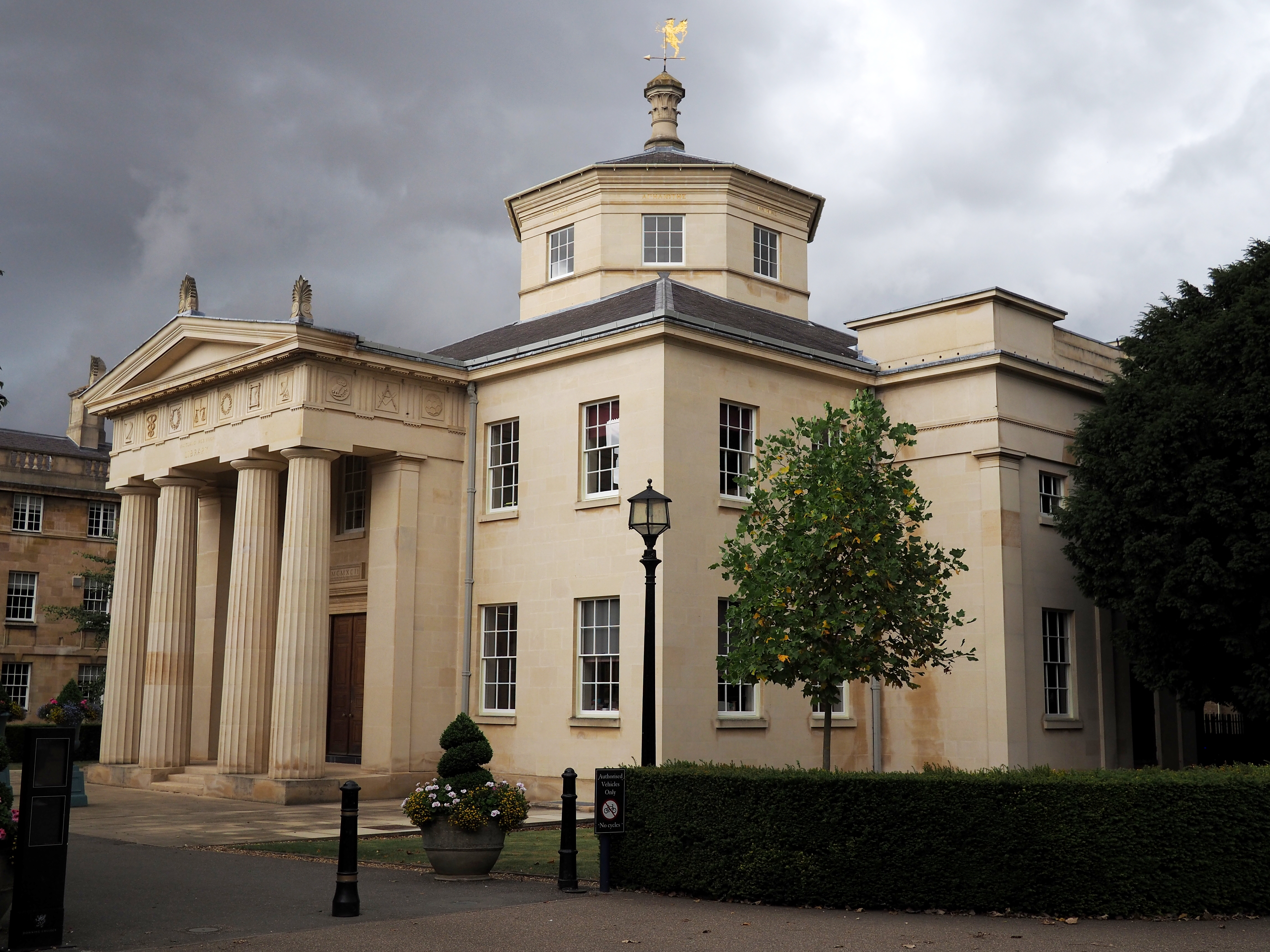
Библиотека Мейтланда Роберсона при Даунинг-колледже Кембриджа, архитектор Куинлан Терри, завершена в 1992 году

После затишья в период доминирования архитектуры модернизма (примерно после Второй мировой войны до середины 1980-х годов) неоклассицизм пережил некоторое возрождение. Это возрождение прослеживается в движении нового урбанизма и использования классицистских элементов в рамках архитектуры постмодернизма в ироническом ключе, особенно в свете доминирования модернизма. В то время как некоторые продолжали работать с классицизмом иронически, некоторые архитекторы, такие как Томас Гордон Смит, начали серьёзно рассматривать классицизм. Хотя некоторые школы проявляли интерес к классической архитектуре, например Виргинский университет, ни одна школа не была посвящена исключительно классической архитектуре. В начале 1990-х годов Смит и Дункан Строик начали программу по классической архитектуре в Университете Нотр-Дам, которая успешно продолжается. Программы в Университете Майами, Университете Эндрюса, университете Джадсона и Фонде принца Уэльского для строительного сообщества подготовили ряд новых классических архитекторов с момента этого возрождения. Сегодня можно найти множество зданий, выполненных в неоклассическом стиле, так как поколение архитекторов, обученных этой дисциплине, формирует городское планирование.
Начиная с первого десятилетия XXI века, современная неоклассическая архитектура обычно классифицируется под зонтичным термином новой классической архитектуры. Иногда он также упоминается как неоисторизм, традиционализм или просто неоклассическая архитектура, как исторический стиль. Для настоящей архитектуры традиционного стиля, которая придерживается региональной архитектуры, материалов и мастерства, в основном используется термин традиционная архитектура (или просторечие). Дрихаузская архитектурная премия присуждается тем, кто внёс значительный вклад в область традиционной или классической архитектуры XXI века и поставляется с призовым фондом в два раза выше, чем модернистская Притцкеровская премия.